# Injektiv
En afbildning {\displaystyle \phi :A\to B} er injektiv (eller en-til-en), hvis forskellige elementer i A giver forskellige funktionsværdier i B. Sagt mere stringent, φ er injektiv netop, når {\displaystyle \forall a,b\in A:a\neq b\Rightarrow \phi (a)\neq \phi (b)}. Det betyder altså, at hver eneste funktionsværdi maksimalt har én x-værdi, som rammer den.